# 多纳宫

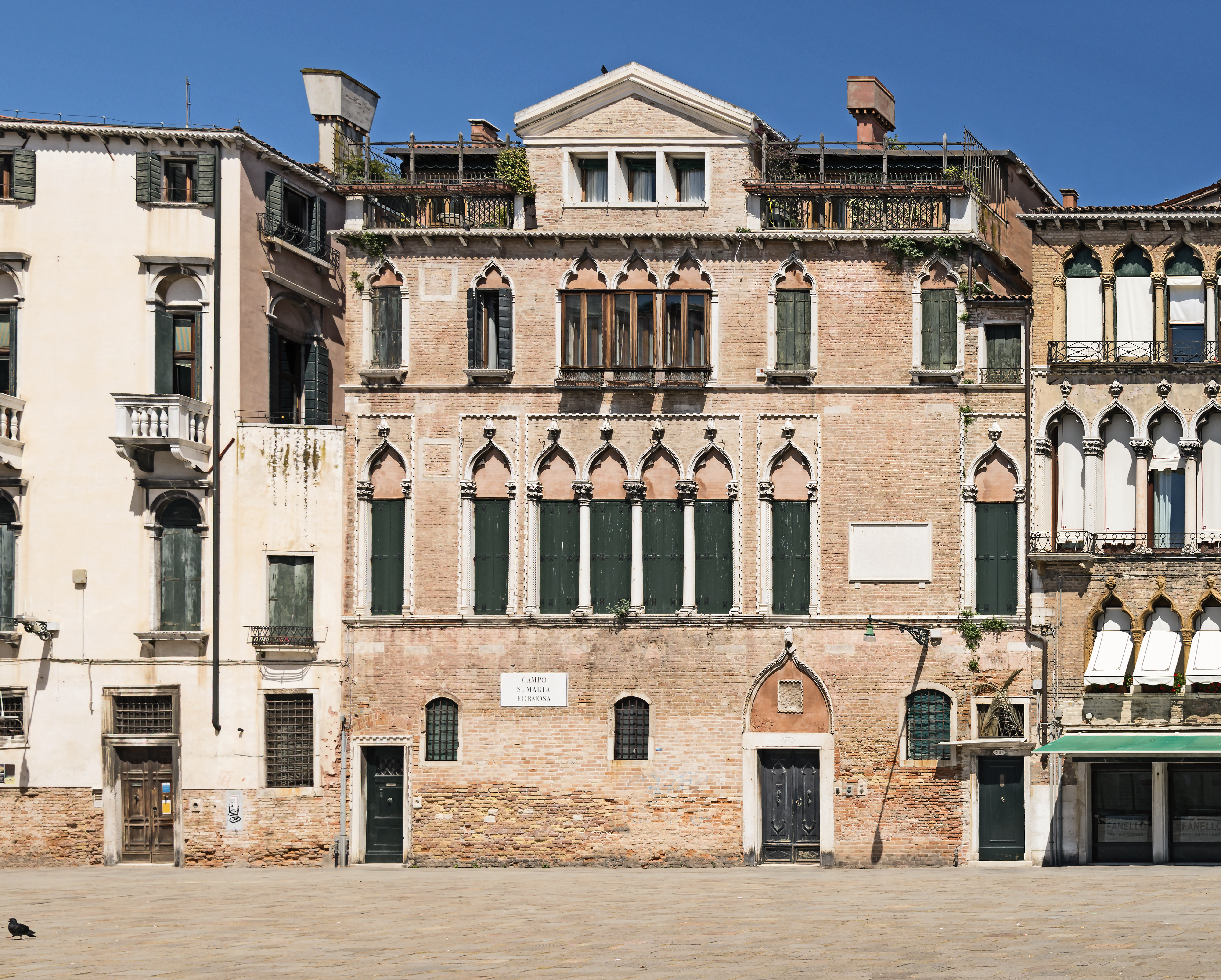

多纳宫（Palazzi Donà）是威尼斯的一组贵族住宅，包括左、中、右三座，位于城堡区的至美圣玛利亚广场东北侧。 
多纳宫由多纳家族建于15世纪 -16世纪。目前这些建筑物状况良好，部分用作公共办公室，部分用作私人住宅。 
多纳宫的三座建筑并不对称，并且拥有不同的建筑风格，为威尼斯准哥特式的各种变体。

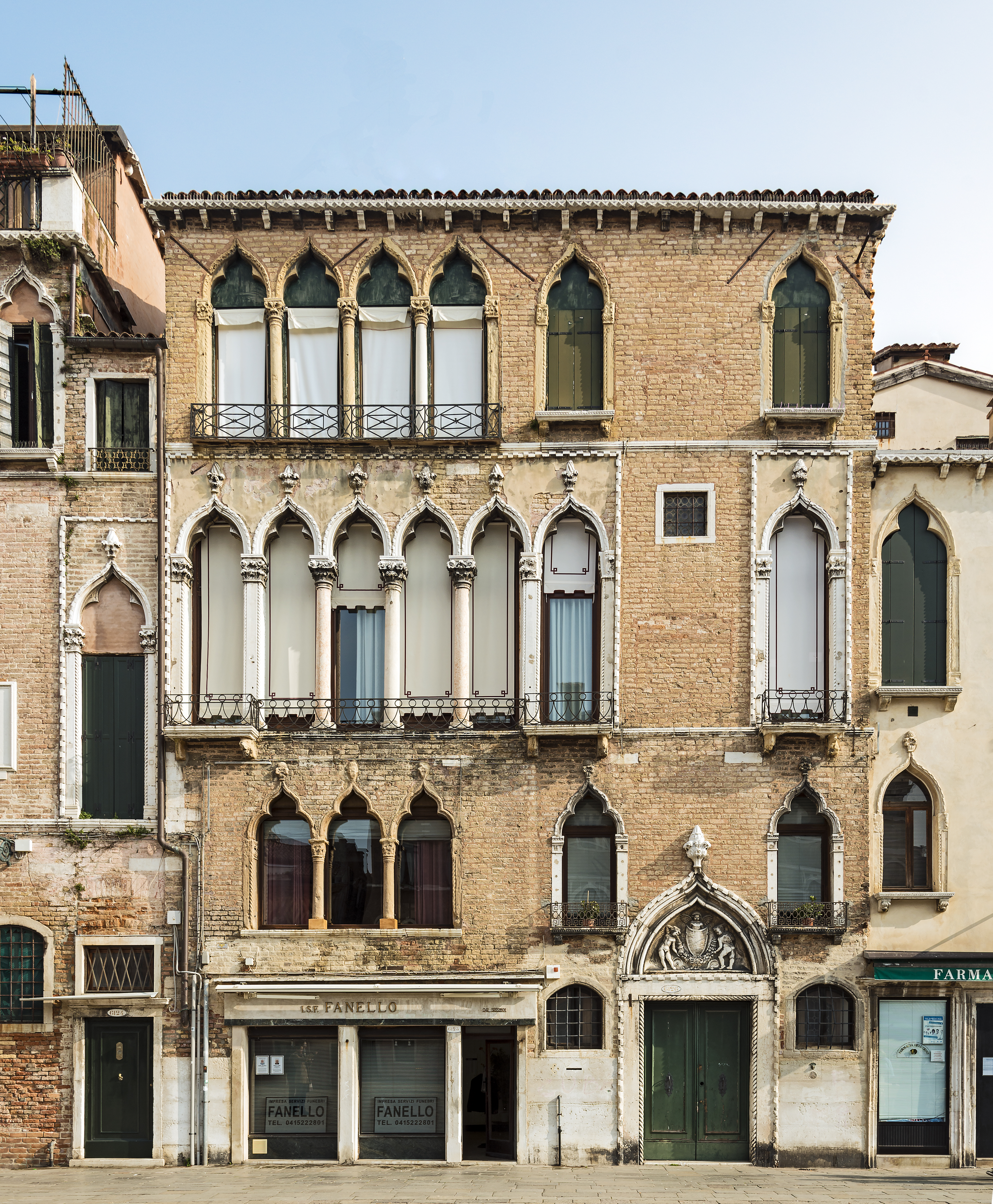

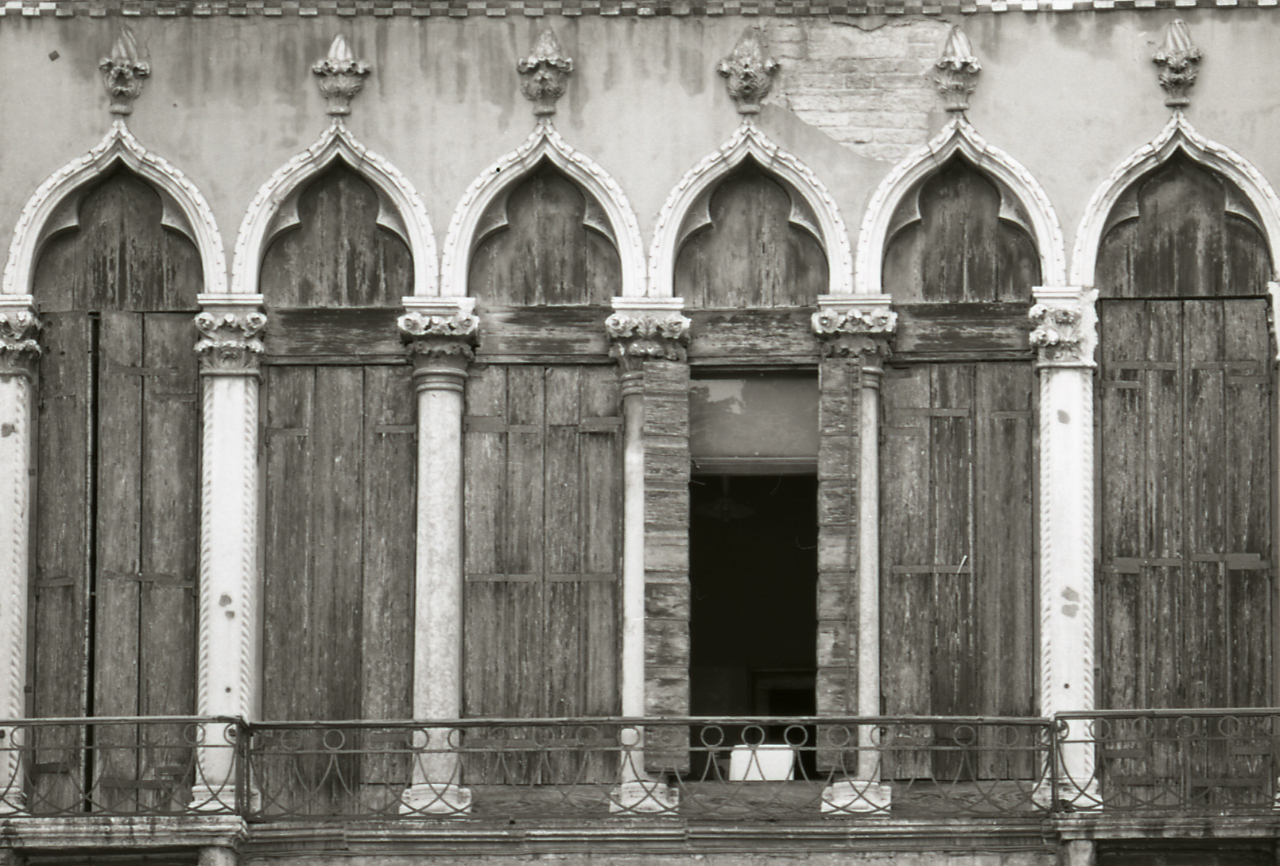